# Sophie Morel
Sophie Morel (* 16. Dezember 1979 in Issy-les-Moulineaux) ist eine französische Mathematikerin, die sich mit dem Langlands-Programm und algebraischer Geometrie beschäftigt.

## Leben
Morel studierte ab 1999 Mathematik an der École normale supérieure (ENS) in Paris und ab 2002 an der Universität Paris-Süd, wo sie 2005 bei Gérard Laumon promoviert wurde (Complexes d´intersection des compactifications de Baily-Borel. Le cas des groupes unitaires sur Q). Ihre Doktorarbeit wurde als bedeutender Fortschritt im Langlandsprogramm betrachtet. 2006 bis 2009 war sie am Institute for Advanced Study in Princeton, New Jersey. 2009 wurde sie Professorin an der Harvard University in Cambridge, Massachusetts. Seit 2006 ist sie dort Clay Research Fellow. 2013 kehrte sie nach Princeton zurück, diesmal als Professorin an der Princeton University. Seit 2020 ist sie Directrice de Recherche des CNRS an der École normale supérieure de Lyon.

## Wirken
Ein Teil des Langlandsprogramms besteht in der Berechnung von Hasse-Weil-Zetafunktionen auf Shimura-Varietäten, wozu die Anzahl der Punkte der Shimuravarietäten über endlichen Körpern berechnet werden müssen. Das Problem war insbesondere im nicht-kompakten Fall offen. Morel entwickelte eine einfache Beschreibung der Schnittkomplexe von Baily-Borel Kompaktifizierungen von Shimura-Varietäten über endlichen Körpern und erhielt eine Formel für die Spur des Frobeniusoperators auf der Schnitthomologie.

## Auszeichnungen
Im Jahr 2010 war sie Invited Speaker auf dem Internationalen Mathematikerkongress in Hyderabad (The intersection complex as a weight truncation and an application to Shimura Varieties). Im Jahr 2012 erhielt sie den EMS-Preis. Sie erhielt den Preis „für ihre tiefgreifenden und innovativen Arbeiten auf dem Gebiet der arithmetischen Geometrie und der automorphen Formen, insbesondere für die Untersuchung von Shimura-Varietäten, mit denen sie neue und unerwartete Ideen in dieses Gebiet eingebracht hat“.

## Schriften
- On the cohomology of certain non compact Shimura Varieties. Annals of Mathematical Studies, Band 173, Princeton University Press, 2010.
- The intersection complex as a weight truncation and an application to Shimura varieties. Proceedings of the International Congress of Mathematicians. Volume II, 312–334, Hindustan Book Agency, New Delhi, 2010.